# Lars-Erik Thunholm
Lars-Erik Thunholm, född 2 november 1914 i Katarina församling i Stockholm, död 17 juni 2006, var en svensk bankdirektör och författare.

## Biografi
Thunholm var medgrundadre till organisationen Studieförbundet Näringsliv och samhälle (SNS) 1948. Han var VD för Industriförbundet 1955–1957 och VD för Skandinaviska Banken från 1957. Efter sammanslagningen av Skandinaviska Banken med Enskilda Banken till Skandinaviska Enskilda Banken, blev han den nya bankens första VD och han var även dess styrelseordförande 1976–1984. 
Thunholm utsågs av Handelshögskoleföreningen till ledamot i Handelshögskolan i Stockholms direktion, Handelshögskolan i Stockholms högsta verkställande organ, 1964–1982. Han var ordförande för Handelshögskoleföreningen, Handelshögskolan i Stockholms högsta beslutande organ, 1974–1982 och vice ordförande för Handelshögskolans direktion 1975–1983.
1948 gav Thunholm ut läroboken Svenskt kreditväsen, under många år använd vid utbildningen av ekonomer och jurister. Efter sin pensionering gav han ut biografier över bankmannen Oscar Rydbeck (1991) och finansmannen Ivar Kreuger (1995).
Thunholm var under 1980-talet finansiär till läkaren Alf Enerströms uppmärksammade tidningskampanjer mot statsminister Olof Palme.

## Familj
Lars-Erik Thunhom var son till sjökapten Nils Thunholm och Ebba (född Olsson). Han var gift med May Bruzelli från 1939 till hennes död 1996 och från 2000 med Gio Petré. I det första äktenskapet föddes döttrarna Görel Cavalli-Björkman och Eva Charlotta Thiel.

## Utmärkelser
- Kommendör med stora korset av Nordstjärneorden, 1 december 1973.[6]
- Ledamot av Kungl. Ingenjörsvetenskapsakademien, invald 1961
- Hedersdoktor vid humanistiska fakulteten vid Umeå universitet 1968[7]

## Böcker av Lars-Erik Thunholm
- Thunholm, Lars-Erik (1949). Svenskt kreditväsen. Stockholm: Kooperativa förb. Libris 1420323
- Thunholm, Lars-Erik (1991). Oscar Rydbeck och hans tid. Stockholm: Fischer. Libris 7596432. ISBN 91-7054-659-2 (inb.)
- Thunholm, Lars-Erik (1995). Ivar Kreuger. Stockholm: Fischer. Libris 7596507. ISBN 91-7054-757-2 (inb.)
- Thunholm, Lars-Erik (2005). Flydda tider. Rimbo: Fischer & Co. Libris 9883259. ISBN 91-85183-17-2 (inb.) Självbiografi, utgiven året före hans död.
- Fler titlar av Thunholm på Libris